# Woodsia pseudoilvensis
Woodsia pseudoilvensis là một loài dương xỉ trong họ Woodsiaceae. Loài này được Tagawa mô tả khoa học đầu tiên năm 1936.
Danh pháp khoa học của loài này chưa được làm sáng tỏ. 